# Avro Roe I Biplane
Авро Ро I Биплан (англ. Avro Roe I Biplane) — ранний самолёт компании Avro Aircraft выполненный по схеме биплан. Самый первый самолёт Великобритании.

## История
В марте 1907 года, в Дворце Александры в Лондоне, газета Dailly Mail проводила конкурс летающих моделей. В конкурсе принимал участие конструктор Эллиот Вердон Ро, который за свою 8-ми футовую модель получил приз 75 фунтов стерлингов. На призовые деньги Эллиот Вердон Ро летом 1907 года приступил к постройке своего первого самолёта.
Самолёт представлял собой увеличенную копию модели, летавшую на конкурсе в Дворце Александры. Самолёт был построен на базе мотоциклетного двигателя J.A.P. мощностью 9 л. с. с толкающим двухлопастным винтом. Конструкция напоминала биплан братьев Райт. Самолёт получил название «Roe I».
Самолёт был построен в 1907 году в гараже брата конструктора — доктора Спенсера Вердона Ро в Патни, пригороде Лондона.
В 1907 году на автодроме Бруклендс были организованы состязания, победителем которых мог стать авиатор, чей самолёт совершит полёт по кругу над треком автодрома. Приз составлял 2500 фунтов. «Roe I» был перевезён в Бруклендс. Первая попытка взлететь была предпринята в конце того же года, было сделано много попыток поднять биплан в воздух, но из-за нехватки мощности двигателя самолёт не смог оторваться от земли.
Эллиот Вердон Ро решил совершить полёт на своём аэроплане, используя автомобиль в качестве буксира, но такой полёт мог быть успешным только по прямой — во время выполнения поворота самолёт получил серьёзные повреждения. Пришлось в срочном порядке дорабатывать систему управления.
Тогда в мае 1908 года был заказан 8-ми цилиндровый французский двигатель Antoinette мощностью 24 л. с.. Ро рассчитывал расплатиться за двигатель за счёт денежного приза в 1000 фунтов стерлингов, утверждённого британской газетой Daily Graphic за полёт на дистанцию в одну милю, который конструктор надеялся выиграть. Установка нового двигателя потребовала усиления конструкции самолёта. Также возникли проблемы с воздушными винтами, которые не выдерживали работу более мощного двигателя. Проблема была решена после доработки лопастей винтов.
Утром 8 июня 1908 года самолёт смог самостоятельно подняться в воздух, совершив несколько подскоков на высоту 2-3 фута по прямой трека автодрома. Кроме технических и финансовых трудностей Эллиот Вердон Ро не получал никакой поддержки от хозяев автодрома. Когда начался очередной гоночный сезон, управляющий распорядился вынести аэроплан с территории автодрома. При транспортировке через забор рабочие уронили и разбили аэроплан так, что он не подлежал восстановлению.
Эллиот Вердон Ро очень тяжело переживал случившееся. От владельцев автодрома он не получил ни какой компенсации за повреждённый аэроплан и вынужден был вернуть двигатель Antoinette во Францию, так как не имел возможности выкупить его. Ро разобрал биплан и часть узлов и агрегатов использовал для постройки новых аэропланов.
Часть предметов с этого биплана конструктор хранил у себя дома как память о своём первом аэроплане. В 1988 и 2008 году в Великобритании состоялось празднование 80-ти и 100-летия полёта Эллиота Вердона Ро на аэроплане собственной конструкции. К этим датам, музеем автотранспорта и авиации Бруклендс, были изготовлены две полноразмерные нелетающие копии «Roe I».
В 1928 году самолёт был признан первым в Британии, который совершил первый успешный полёт на территории этой страны.

## Конструкция
«Roe I» — цельнодеревянный биплан типа «утка» без руля направления со стабилизатором расположенным впереди.
Крылья — двухлонжеронные. Передний лонжерон являлся передней кромкой крыла. Профиль верхнего и нижнего крыльев бипланной коробки задавался часто расположенными нервюрами и имел тонкий вогнутый профиль. Крылья обшивались полотном по нижней поверхности. Полотно покрывалось лаком. Для установки более мощного двигателя Antoinette была увеличена площадь крыла за счет вставок дополнительных плоскостей, которые крепились к стойкам центральной части бипланной коробки между верхними и нижними крыльями.
Стабилизатор — располагался перед крыльями и имел аналогичную конструкцию.
Фюзеляж — треугольная деревянная ферма. Ферма собиралась из брусков и реек круглого и прямоугольного сечения. К фюзеляжной ферме крепилась бипланная коробка, двигатель, топливный бак и стабилизатор. В носовой части фермы, под стабилизатором, на деревянном сидении располагался пилот. Топливный бак крепился сверху над центральной частью фермы. Топливо из бака самотеком поступало в двигатель.
Силовая установка — изначально был установлен мотоциклетный двигатель J.A.P., мощностью 9 л. с.; в мае 1908 года был установлен французский восьмицилиндровый V-образный двигатель с водяным охлаждением Antoinette конструкции Левассера, мощностью 24 л. с.
Воздушный винт — двухлопастный, толкающий был установлен позади бипланной коробки и приводился в движение двигателем через металлический вал длинной 5 футов.
Шасси — четырёхопорное. Передняя пара опор была управляемой и имела пружинную амортизацию. Для защиты нижнего крыла от повреждений при взлете и посадке были установлены дополнительные колеса на концах крыла..
Управление — на аэроплане отсутствовали элероны, руль направления и рули высоты. Изменение направления полета осуществлялось стабилизатором. Управление плоскостями стабилизатора осуществлялось рулевым колесом автомобильного типа. Расчалки и тяги управления изготавливались из стальной проволоки.

## Лётные данные
| Размах крыла, м           | 9,14 |
| Длина, м                  | 7    |
| Масса пустого, кг         | 158  |
| Максимальная взлётная, кг | 295  |
| Мощность двигателя, л. с. | 24   |
| Экипаж, чел               | 1    |